# Rhoiptelea chiliantha
Rhoiptelea chiliantha – gatunek drzewa wyodrębniany w monotypową rodzinę Rhoipteleaceae lub zaliczany (w systemie APG III i APG IV) do orzechowatych (Juglandaceae). Rośnie w południowych Chinach (w prowincjach Kuangsi, Kuejczou i Junnan) oraz w północnym Wietnamie, gdzie występuje w lasach na zboczach, w dolinach i nad strumieniami na wysokościach od 700 do 2500 m n.p.m. Drewno używane jest w budownictwie, do wyrobu mebli i różnych przedmiotów.

## Morfologia
PokrójDrzewo dorastające do 20 m wysokości, o pniu do 60 cm średnicy. Młode pędy, ogonki liściowe i kwiatostany są żółtawo omszone gęstymi, gruczołowymi włoskami.
LiścieWsparte listkowatymi, asymetrycznymi przylistkami o długości do 6 mm. Blaszka liści osadzona na ogonku długości 3–4 cm, nieparzystopierzasta, o długości od 15 do 30, rzadko do 40 cm. Oś liścia omszona. Listków jest zwykle od 7 do 9 rzadziej tylko 7 lub więcej, do 13. Od dołu listki są omszone na żyłkach przewodzących, na górnej powierzchni omszone są między żyłkami. Listki dalsze są większe, podłużnie lancetowate, położone bliżej nasady liścia są krótsze, eliptycznie-owalne.
KwiatyDrobne, zebrane w grupach po trzy (z czego dojrzałość osiąga tylko środkowy) tworzą kwiatostany osiągające 15–30 cm długości.
OwoceBrązowo-żółte orzechy o średnicy 2–3 mm, szaro ogruczolone, z 4 żebrami, opatrzone okrągłymi lub owalnymi skrzydełkami o szerokości 5–8 mm. Endokarp biały. Nasiono mięsiste, eliptyczne o średnicy ok. 2 mm.

## Systematyka
Gatunek należy do monotypowego rodzaju Rhoiptelea Diels et Handel-Mazzetti, Repert. Spec. Nov. Regni Veg. 30: 77. 15 Feb 1932. Wyodrębniany był w randze rodziny Rhoipteleaceae Handel-Mazzetti, która w systemie APG II (2003) była opcjonalnie włączana do orzechowatych (Juglandaceae), a w systemie APG III (2009) i APG IV (2016) została już włączona do tej rodziny.